# アーン伯爵
アーン伯爵（英: Earl Erne）はイギリスの伯爵、貴族。アイルランド貴族爵位。アーン男爵を前身として、政治家ジョン・クライトンが1789年に叙位されたことに始まる。

## 歴史

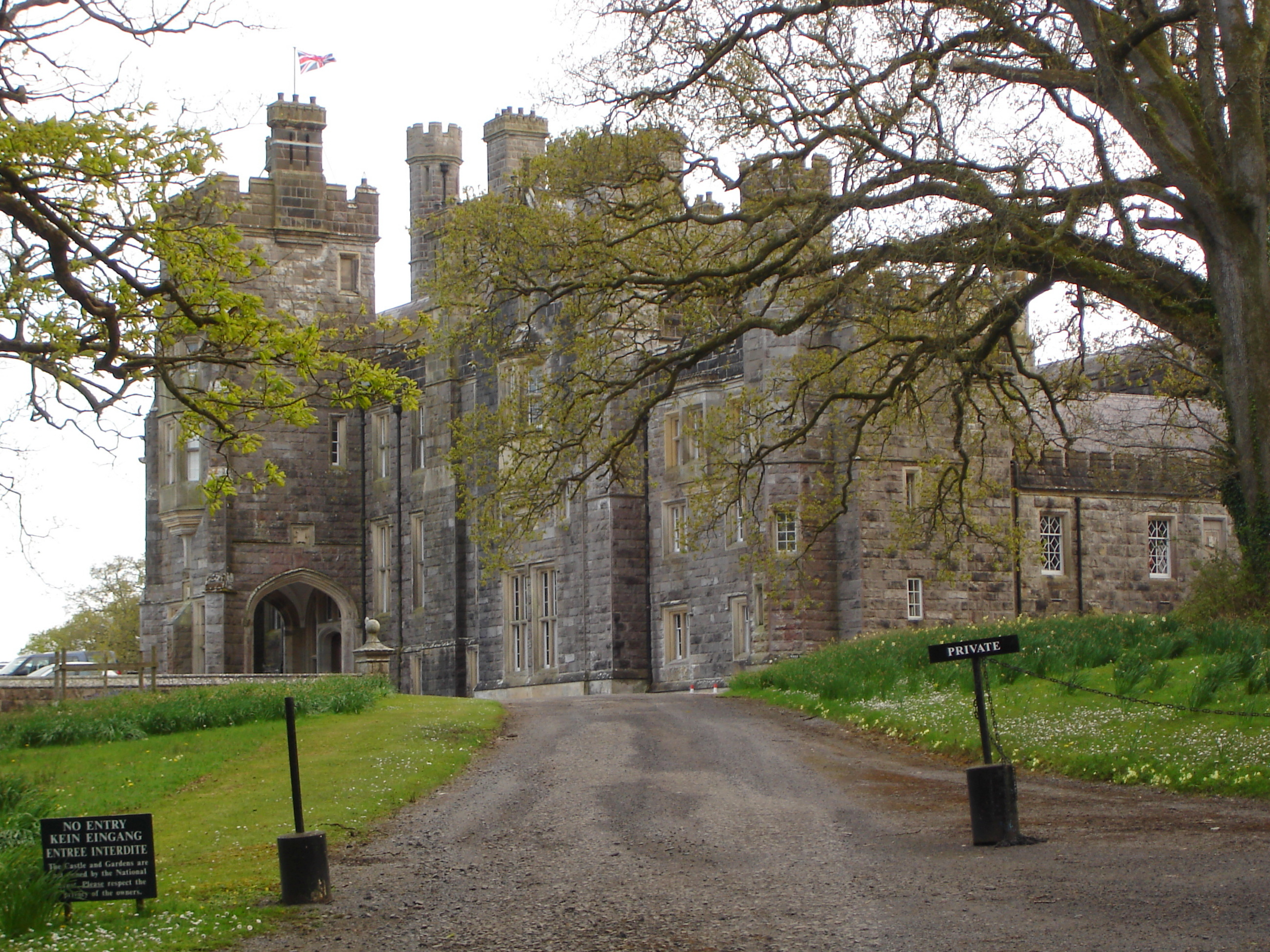
一族の邸宅クロム城

伯爵家の祖アブラハム・クライトン(1703-1772)はリフォード選挙区選出のアイルランド庶民院議員を務めたのち、1768年にアイルランド貴族としてファーマナ県クロム城のアーン男爵(Baron Erne, of Crom Castle in the County of Fermanagh)に叙されてアイルランド貴族院に列した。彼が1772年に没すると、爵位は息子ジョンが継承した。
2代男爵ジョン(1731-1828)も父同様の選挙区から立候補、アイルランド庶民院に在籍した。彼は1781年にファーマナ県におけるクロム城のアーン子爵(Viscount Erne, of Crom Castle in the County of Fermanagh)を授けられたのち、1789年にはファーマナ県におけるクロム城のアーン伯爵(Earl Erne, of Crom Castle in the County of Fermanagh)に昇叙した。なお、両爵位ともにアイルランド貴族爵位である。
初代伯ののちはその息子アブラハム(2代伯)が爵位を襲ったが彼には子がおらず、甥のジョンが3代伯となった。これ以降は現在に至るまでジョンの直系男子によって爵位は継承され続けている。
3代伯ジョン(1802-1885)は貴族代表議員に選ばれたほか、ファーマナ県統監を務めた。彼は1876年に連合王国貴族爵位のファーマナ県におけるリズナスキーのファーマナ男爵(Baron Fermanagh, of Lisnaskea in the County of Fermanagh)に叙されたため、以降の伯爵家当主は1999年の貴族院法制定まで自動的に貴族院に籍を得ることができた。また、3代伯は家名のスペリングを『Creighton』から『Crichton』へと改めるとともに、以降の当主はこれを踏襲している。
4代伯ジョン・ヘンリー(1839-1914)は自身の死の2ヶ月前に、長男ヘンリー(1872-1914)を第一次世界大戦で亡くしていたため、その孫のジョンが爵位を相続した。しかし、彼もまた32歳の時に第二次世界大戦の西部戦線に斃れて、親子二代続けて戦争の犠牲となった。
なお、5代伯ジョン(1907-1940)及びその息子6代伯ヘンリー(1937-2015)は親子二代にわたって、時の国王の名誉小姓を務めている。とくに6代伯は小姓筆頭(First page of honour)としてジョージ6世の最晩年に選ばれたため、引き続きエリザベス2世付小姓も1954年まで仕えた
その子である7代伯ジョン(1971-)が2020年現在のアーン伯爵家現当主である。

伯爵家の邸宅は、アイルランド島ファーマナ県ニュータウンバトラーに位置するクロム城。

## 現当主の保有爵位
現当主である第7代アーン伯爵ジョン・ヘンリーマイケル・ニニアン・クライトンは以下の爵位を有する。
- 第7代ファーマナ県におけるクロム城のアーン伯爵(7th Earl Erne, of Crom Castle in the County of Fermanagh)
(1789年8月19日の勅許状によるアイルランド貴族爵位)
- 第7代ファーマナ県におけるクロム城のアーン子爵(7th Viscount Erne, of Crom Castle in the County of Fermanagh)
(1781年1月6日の勅許状によるアイルランド貴族爵位)
- 第8代ファーマナ県におけるクロム城のアーン男爵(8th Baron Erne, of Crom Castle in the County of Fermanagh)
(1768年7月15日の勅許状によるアイルランド貴族爵位)
- 第5代ファーマナ県におけるリズナスキーのファーマナ男爵(5th Baron Fermanagh, of Lisnaskea in the County of Fermanagh)
(1876年1月13日の勅許状による連合王国貴族爵位)

現当主の保有する子爵位の名称は「アーン」であり、当主の名乗る伯爵位と被ることから、爵位の法定推定相続人は家名を用いたクライトン子爵(Viscount Crichton)を儀礼称号として仮冒する。

## 一覧

### アーン男爵(1768年)
- 初代アーン男爵アブラハム・クライトン (1703 – 1772)
- 第2代アーン男爵ジョン・クライトン (1731–1828) (1781年アーン子爵叙爵)

### アーン子爵 (1781年)
- 初代アーン子爵ジョン・クライトン (1731–1828) (1789年にアーン伯爵叙爵)

### アーン伯爵 (1789年)
- 初代アーン伯爵ジョン・クライトン (1731–1828)
- 第2代アーン伯爵アブラハム・クライトン (1765–1842)
- 第3代アーン伯爵ジョン・クライトン (1802–1885)
- 第4代アーン伯爵ジョン・ヘンリー・クライトン（英語版） (1839–1914)
- 第5代アーン伯爵ジョン・ヘンリー・ジョージ・クライトン（英語版） (1907–1940)
- 第6代アーン伯爵ヘンリー・ジョージ・ヴィクター・ジョン・クライトン（英語版） (1937–2015)
- 第7代アーン伯爵ジョン・ヘンリーマイケル・ニニアン・クライトン (born 1971)

爵位の推定相続人は、親族チャールズ・クライトン(1953-)
推定相続人の法定推定相続人は、その息子オリヴァー・チャールズ・マーティン・クライトン(1995-)。

### 註釈
1. ↑  1921年版の『デブレッツ貴族名鑑(Debrett's Peerage)』によれば、家名は『クライトン(Cry-ton)』と発音するとしている。
2. ↑  4代伯ジョンのひ孫にあたる。